# 羅馬尼亞韃靼人
羅馬尼亞韃靼人是東歐一支突厥語民族，最早在十三世纪金帳汗國時代來到羅馬尼亞生活。根據2011年人口普查，羅馬尼亞2國內有20,464人是韃靼人，他們也是羅馬尼亞最大的穆斯林民族。

## 早期歷史
韃靼人在13世纪出現在多瑙河口，征服和摧毁當地的王國，可能没直接統治但置為金帳汗國的屬國。
根據阿拉伯紀錄，13世紀末至14世紀初那海的後裔生活在伊薩克恰，後在1330-1331通過多瑙河口取巴巴達格。
金帳汗國在14世纪中期在這地方失去影嚮力。
在16世纪末，30,000個諾蓋人從南比薩拉比亞移民至多布羅加。

## 克里米亞韃靼人
克里米亞韃靼人出現羅馬尼亞在是克里米亞汗國1783年被俄羅斯合併後，但羅馬尼亞1878年獨立後有80000-100000人移民至安納托利亞。在2002年克里米亞韃靼人只佔當地人口 2.4%。